# Шароваров, Константин Григорьевич
Константи́н Григо́рьевич Шарова́ров (бел. Канстанцін Рыгоравіч Шаравараў; род. 15 августа 1964, Минск, Белорусская ССР, СССР) — советский, белорусский гандболист и тренер. Заслуженный мастер спорта СССР (1988). Главный тренер гандбольного клуба БНТУ-БелАЗ.

## Биография
Учился в средней школе № 38 Минска. В 1985 г. окончил РУОР Минска и ИФК. Гандболом занимается с 1978 г. Первый тренер — Аркадий Брицко.

## Карьера
Первый тренер — Аркадий Брицко.
- СКА (Минск) — 1982—1991 и 1995—1996 гг
- «Блау-Вайс Шпандау» Берлин, Германия — 1992 г.
- «Маккаби» Ришон-ле-Цион, Израиль — 1993—1995 гг.
- «Маккаби» Кирьят-Моцке, Израиль — 1996 г.
- «Кроппскултур» Уддевалла, Швеция — 1997 г.
- «Андерсторп» Швеция — 1998—2001 гг.

## Достижения
- Олимпийский чемпион 1988 (2 игры, 2 гола)
- Серебряный призёр чемпионата мира 1990
- Чемпион СССР 1984—1986, 1988—1989 гг.
- Серебряный призёр чемпионатов СССР 1982—1983, 1987, 1990 гг. и бронзовый — 1991 г.
- Обладатель Кубка СССР.
- Обладатель Кубка европейских чемпионов 1987, 1989, 1990 гг. в составе команды СКА (Минск).
- Обладатель Кубка обладателей Кубков 1988 г. в составе команды СКА (Минск).
- Обладатель Суперкубка 1989 г. в составе команды СКА (Минск).
- Медаль «За трудовую доблесть»